# Campamento de Beit Ilma
El campamento de Beit Ilma (Árabe: عين بيت الماء), también conocido como Campamento Número 1 (مخيّم رقم1), es un campamento de refugiados palestino establecido al norte de Cisjordania en 1950, adyacente a la ciudad de Nablus. Según la Oficina Central de Estadísticas de Palestina (PCBS), el campamento de Beit Ilma tenía una población de 3.979 habitantes en 2007. Actualmente alberga a unos 4.600 refugiados palestinos registrados y un total de 7.500 personas censadas, lo que hace de él uno de los campamentos más pequeños y más densamente poblados de Cisjordania.

## Etimología
El nombre del campamento deriva de la presencia de un manantial cercano que abastecía de agua al campamento en sus orígenes. Así pues, Beit il-Ma o Ein Beit-Ma se traduciría al español como "el manantial de la casa del agua". Por otro lado, el de Beit Ilma fue el primer campamento de refugiados palestinos establecido en la zona de Nablus, hecho del que deriva su sobrenombre de Campamento Número 1.

## Historia
El 29 de noviembre de 1947, la Asamblea General de las Naciones Unidas aprobó la resolución 181, más conocida como el Plan de Partición de Palestina, que impulsaba la creación de un estado judío y uno árabe en el territorio del Mandato Británico de Palestina. Como consecuencia del avance de las tropas judías antes y durante la guerra árabe-israelí de 1948, unos 700.000 palestinos fueron expulsados o huyeron de sus hogares. A la conclusión de la guerra, Israel les negó el derecho de retorno, por lo que Naciones Unidas decidió crear la Agencia de Naciones Unidas para los Refugiados de Palestina en Oriente Próximo (UNRWA) y una serie de campamentos de refugiados en la Franja de Gaza, Cisjordania, Líbano, Siria y Jordania. 
El campamento de refugiados de Beit Ilma (Número 1) se fundó en 1950 sobre 45 dunums (0,045 kilómetros cuadrados) de la superficie municipal de Nablus, y en concreto junto a la principal carretera que lleva de Nablus a Yenín y Tulkarem. Los refugiados originales del campamento provenían de las ciudades de Jaffa, Haifa y Lod, ciudad esta última en la que el ejército israelí había realizad una limpieza étnica de palestinos. Otra parte de estos refugiados tenía orígenes beduinos.
En la guerra de los Seis Días de 1967, Israel conquistó Cisjordania, la Franja de Gaza, Jerusalén Este, los Altos del Golán y la Península del Sinaí. Salvo esta última, que fue devuelta a Egipto tras los Acuerdos de Paz de Camp David, el resto siguen a día de hoy bajo un régimen de ocupación militar israelí. Tras los Acuerdos de Oslo, el campamento quedó bajo control administrativo de la Autoridad Nacional Palestina, dentro de la denominada "Zona A".
Un grave estallido de diarrea llevó a la hospitalización de varios cientos de residentes del campamento en el verano de 1998. El origen de la epidemia fue el suministro de agua municipal contaminado, y el equipo sanitario de UNRWA trabajó día y noche para tratar a los enfermos y para llevar a los pacientes a clínicas y hospitales de otras partes de Cisjordania. 
El 18 de septiembre de 2007, el ejército y la policía de fronteras israelíes realizaron una incursión en el campamento de Beit Ilma. Toda la población del campamento, aproximadamente unas 5.000 personas en aquella época, fue puesta bajo un toque de queda completo de tres días. El objetivo aducido por el ejército israelí fue el de desarmar a células de milicianos palestinos en el campamento. Tras una serie de enfrentamientos iniciales entre los soldados y los residentes del campamento, el ejército israelí comenzó una búsqueda casa por casa y una campaña de arrestos.
Durante los tres días de toque de queda, dos palestinos resultaron muertos y 25 heridos, incluidos dos niños y una mujer. Además, un soldado israelí murió y cinco resultaron heridos, cuatro de ellos por la explosión prematura de una granada de gas dentro de su vehículo blindado.

## Población
Pese a ser uno de los campamentos de refugiados más pequeños de Palestina, su población de 7.500 habitantes y su diminuto tamaño lo convierten en el campamento más densamente poblado de Cisjordania, con aproximadamente 166.666 habitantes por kilómetro cuadrado. La población del campamento con anterioridad a la conquista y ocupación israelí en 1967 era de 3.125 habitantes. A día de hoy, la Oficina Central de Estadísticas de Palestina calcula una población estimada de 4.600 personas, mientras que UNRWA, encargada de la gestión del campamento, aporta la cifra de 7.500 habitantes censados.

## Instalaciones
Todas las casas del campamento se encuentran conectadas al sistema municipal de agua y electricidad de Nablus. El campamento adolece de una seria superpoblación y los estrechos callejones necesitan desesperadamente ser reparados. Las casas tienen solamente 20 centímetros de media entre ellas y las calles son tan estrechas que no existen las aceras en el campamento. De hecho, durante los funerales, los ataúdes son trasladados a través de las ventanas de una casa a otra para poder alcanzar la calle principal del campamento. Unos 590 refugiados reciben lotes de comida de UNRWA por tratarse de casos de especial necesidad. UNRWA también proporciona oportunidades laborales de tres meses de duración para las familias más desfavorecidas, en las que los beneficiarios reciben una ayuda económica a cambio de trabajos de mantenimiento y mejora del campamento.

### Educación
La Agencia de Naciones Unidas para los Refugiados de Palestina en Oriente Próximo (UNRWA en sus siglas inglesas) gestiona dos escuelas construidas con fondos de los gobiernos saudí y sueco en 1997 en terrenos donados por el municipio de Nablus en las cercanías del campamento. Entre la escuela de niños y la de niñas suman un número aproximado de 900 alumnos. Ambas escuelas cuentan con biblioteca, laboratorio y aula de ordenadores y ofrecen clases de apoyo de árabe y matemáticas durante los sábados. Las tasas de abandono escolar son especialmente preocupantes en la escuela masculina, dado que muchos alumnos deben dejar las clases para ayudar económicamente en sus hogares.

### Sanidad
El centro de salud del campamento de Beit Ilma se construyó a mediados de los años noventa y da servicio tanto al campamento como a los barrios cercanos de Nablus. UNRWA gestiona el centro, que proporciona a sus pacientes atención reproductiva, pediatría, vacunación, chequeos y tratamiento para enfermedades tanto contagiosas como no contagiosas, así como tratamiento psicológico. El centro médico también tiene un equipo de rayos X, y un dentista visita el centro médico tres días a la semana.